# Сейди
Сейди́ (туркм.  Seýdi) (прежнее название — Нефтезаво́дск) — город в Дяневском этрапе Лебапского велаята Туркменистана.

## История
Нефтезаводск возник в 1973 году в связи со строительством нефтеперерабатывающего завода. Являлся посёлком городского типа в Дейнауском районе Чарджоуской области Туркменской ССР.
23 августа 1990 года Нефтезаводск получил статус города и был переименован в Сейди в честь туркменского поэта и патриота Сейитназара Сейди.
25 ноября 2017 года Парламентом Туркменистана был изменён статус Сейди с города с правами  этрапа Лебапского велаята на город в составе Дяневского этрапа, куда также были включены его генгешлики (сельсоветы) Габаклы и Исбаз.

## География
Расположен на окраине Заунгузских Каракумов, в 70 км северо-западнее Туркменабада (бывший Чарджоу), на левом берегу Амударьи.
Возле города находятся большой холм и искусственное озеро, проходит автодорога Сейди — Репетек, есть железнодорожная станция.

## Население
Население Сейди — 21 160 человек (2010 год, оценка).
| Год       | 1979 | 1989   | 2010   | 2022   |
| --------- | ---- | ------ | ------ | ------ |
| Население | 4410 | 11 059 | 21 160 | 29 670 |

## Промышленность
В городе находятся Сейдинский нефтеперерабатывающий завод, завод железобетонных конструкций и хлопкопрядильная фабрика. Также имеется одноимённый гостиничный комплекс.
Министерство текстильной промышленности Туркменистана объявляло международный тендер на проектирование и строительство «под ключ» фабрики по производству хлопчатобумажной пряжи в городе Сейди.
Как сообщала газета «Нейтральный Туркменистан», для участия в тендере приглашались местные и иностранные компании, имеющие опыт строительства хлопкопрядильных фабрик. Свои предложения участники тендера могли направлять в столичный офис министерства до 30 сентября 2011 года.

## Достопримечательности
- Развалины старой крепости.
- Музей Амударьинского государственного заповедника.
- Статуя поета сейди
- Статуя Туркменбаши
- Статуя мамы Туркменбаши